# 好事成双 (2023年电视剧)
《好事成双》，滕华涛、王为共同执导，由朗朗小说《双喜》改编，张小斐、黄晓明、张嘉倪、李泽锋领衔主演的都市女性励志情感剧，2023年9月19日在央视八套黄金档首播，并在腾讯视频同步播出。